# Szuperhekus kutyabőrben
A Szuperhekus kutyabőrben (eredeti cím: Top Dog) 1995-ben bemutatott amerikai akcióvígjáték, melyet Aaron Norris írt és rendezett. A főszerepben Chuck Norris látható. Ez volt a rendező utolsó, mozikban bemutatott filmje, mielőtt néhány évre áttért a direct-to-video filmekre.
Többnyire negatív véleményeket kapott a kritikusoktól. A bevételeket kedvezőtlenül befolyásolta a bemutató időzítése, mivel mindössze kilenc nappal az 1995-ös Oklahoma City-i bombatámadás után került mozikba.

## Cselekmény
Két fehér nacionalista megsemmisít egy többségében kisebbségiek által lakott lakótömböt. A veterán Lou Swanson őrmester és rendőrkutyája, Reno nyomozni kezd és felfedezik a merénylet katonai jellegét. Eljutnak egy kikötőbe és egy fegyverekkel teli hajót találnak. Rájuk lőnek, Lou meghal, de Reno túléli a támadást. Jake Wilder öntörvényű zsaru, felettese megbízza Lou nyomozásának folytatásával. Jake dühödten veszi tudomásul, hogy Renóval kell együtt dolgoznia.
Neonácik megpróbálnak fegyvereket átcsempészni a mexikói határon, de határőrök feltartóztatják őket. Jake és Reno túlél egy merényletkísérletet a rendőr otthonában. Jake ellátogat édesanyjához és itt rájön, másnap Adolf Hitler születésének évfordulója lesz, ami fontos információ a nyomozásához. Aznap ugyanis a pápa és több püspök ellátogat egy antirasszista gyűlésre, ahol a neonácik terrorcselekményt terveznek.
A neonácik vezéréről kiderül, több amerikai szervezetet akar egyesíteni a közös merénylet által, köztük a Ku-Klux-Klant és az Aryan Nations-t. Jake rátalál a neonácik rejtekéül szolgáló raktárra, Renóval ellopnak egy terhelő bizonyítékot, azonban felfedezik őket és Jke menekülésre utasítja kutyáját. Bár keményen harcol, Wilder végül fogságba esik és megkötözik. Reno megkeresi gazdáját és elrágja annak kötelékeit, mielőtt a neonácik kivégezhetnék a férfit. Jake felhívja a rendőrfőnököt és beszámol neki a fejleményekről.
A gyűlésen lövöldözés tör ki, a pápa és a többi egyházi személy egy golyóálló autóban keres menedéket, azonban arra a merénylők bombát helyeztek el. Jake hatástalanítja a robbanószerkezetet, míg Reno a neonáci vezér után ered. Jake is csatlakozik hozzá és egy brutális verekedést követően felülkerekedik rajta. Reno rá akar támadni korábbi gazdája gyilkosára, aki beismeri Lou megölését. Lou unokája, Matthew megérkezik és megállítja a támadni készülő kutyát.
A vezért letartóztatják, Jake elismeri négylábú társa érdemeit. Reno figyelmét azonban felkelti a pápa piros sálja és a férfit a földre rántva elszalad vele.

## Szereplők
| Szerep                   | Színész                | Magyar hang            |
| ------------------------ | ---------------------- | ---------------------- |
| Jake Wilder hadnagy      | Chuck Norris           | Rosta Sándor           |
| Savannah Boyette nyomozó | Michele Lamar Richards | Csere Ágnes            |
| Matthew Swanson          | Erik von Detten        | N/A                    |
| Lou Swanson őrnagy       | Carmine Caridi         | Horkai János           |
| Nelson Houseman          | Timothy Bottoms        | N/A                    |
| Ken Callahan százados    | Clyde Kusatsu          | Cs. Németh Lajos       |
| Mrs. Wilder              | Herta Ware             | Czigány Judit          |
| Mark Curtains            | Francesco Quinn        | Holl Nándor            |
| Karl Koller              | Peter Savard Moore     | Áron László            |
| Otto Dietrich            | Kai Wulff              | Sinkovits-Vitay András |
| Digby és Betty           | Reno                   | –                      |

## A film készítése
A forgatás San Diegóban zajlott.
A film stábja Point Loma egyik lakónegyedében akarta leforgatni a robbantásokat és lövöldözéseket is tartalmazó jeleneteket. A lakosok támogatását azzal nyerték meg, hogy a forgatás napjain vacsorára hívták őket, autogramokat osztogattak nekik és a felvételeknél is ott lehettek, akár statisztaként is.

## Bemutató és fogadtatás
A Szuperhekus kutyabőrben mindössze 9 nappal az 1995-ös Oklahoma City-i bombatámadás után jelent meg. Mivel a film cselekménye a terrorizmusról szól, a bemutató rossz időzítését több kritika és cikk is megjegyezte. A projekt a nyolcadik helyen debütált.
A Rotten Tomatoes szerint kilenc kritikus értékelte a filmet, egyikük sem pozitívan, így az 0%-on áll. A filmet több kritika érte, mert túlságosan hasonlít a Kutyám, Jerry Lee és az Egyik kopó, másik eb című korábbi művekre.

## Fordítás
- Ez a szócikk részben vagy egészben  a   Top Dog (1995 film) című angol Wikipédia-szócikk ezen változatának fordításán alapul.  Az eredeti cikk szerkesztőit annak laptörténete sorolja fel. Ez a jelzés csupán a megfogalmazás eredetét és a szerzői jogokat jelzi, nem szolgál a cikkben szereplő információk forrásmegjelöléseként.